# Badajós
Badajós é um distrito brasileiro pertencente ao município de Codajás, localizado no interior do estado do Amazonas, Região Norte do país. De acordo com o censo brasileiro realizado em 2010 pelo Instituto Brasileiro de Geografia e Estatística (IBGE), a população do distrito era de 2 680 habitantes (54,6% homens e 45,4% mulheres), representando 11,5% da população do município de Codajás.